# Francesco dei Bonacolsi
Francesco dei Bonacolsi (né à Mantoue après 1300, et mort à Castel d'Ario après 1328) est un homme politique italien du Moyen Âge.

## Biographie
Francesco Bonacolsi est le fils naturel de Rinaldo dei Bonacolsi, également connu sous le nom de Passerino, dernier seigneur de Mantoue de la famille, et est né après 1300. Il est nommé Capitaine du Peuple à Modène en 1321.

### Campagne de Fiorano Modenese
Dans la nuit du 16 juin 1325, Francesco dei Bonacolsi, bien que la trêve conclue par son père avec la famille noble des Della Rosa soit toujours en vigueur, dirige son armée vers Fiorano Modenese. À l'aube du 17 juin 1325, les premières cavalerie d'avant-garde apparaissent à Fiorano, suivies par le gros de l'armée dans le but de conquérir le château qui, étant bien défendu, ne tombe pas immédiatement et la guerre se transforme en siège. Francesco fait alors entourer le château par des archers tandis qu'il installe diverses machines de siège sur le côté sud-ouest du château de Fiorano : catapultes, béliers, trébuchets et autres.
Comme le château résiste, Francesco ne se limite pas au siège mais emploie toutes sortes de brutalités pour inciter les habitants à se rendre. Ainsi, les champs de blé proches de la maturation sont détruits, les vignes coupées, les habitations pillées puis détruites, les puits d'eau ruinés et remplis de terre, et des carcasses d'animaux morts et de déchets ajoutés pour les rendre inutilisables. Il tue tous les habitants qu'il trouve, en particulier les personnes âgées, les femmes et les enfants. Pendant le siège, se trouve Rosso dalle Cipolle, homme de confiance et dévoué à Sassolo Della Rosa, chargé de faire office de messager avec les renforts militaires devant venir de Bologne ; l'homme est capturé par Francesco qui le fait charger sur un trébuchet et le lance à l'intérieur du château, le faisant s'écraser sur la cour, provoquant une terrible horreur parmi les assiégés.
Après huit jours de siège, le 24 juin 1325, les Della Rosa décident de se rendre sous condition pour sauver la vie de tous les défenseurs et leur permettre d'emporter leurs affaires avec eux. Francesco dei Bonacolsi accepte le pacte et conquiert Fiorano car il lui importe de conclure la campagne de Fiorano afin de pouvoir commencer avec la plus convoitée Sassuolo toujours aux mains des Della Rosa. Dès que le château est conquis, Francesco fait raser et démolir toutes les fortifications et incendier les bâtiments. Seule l'église paroissiale est épargnée.

### La campagne de Sassuolo et Montegibbio

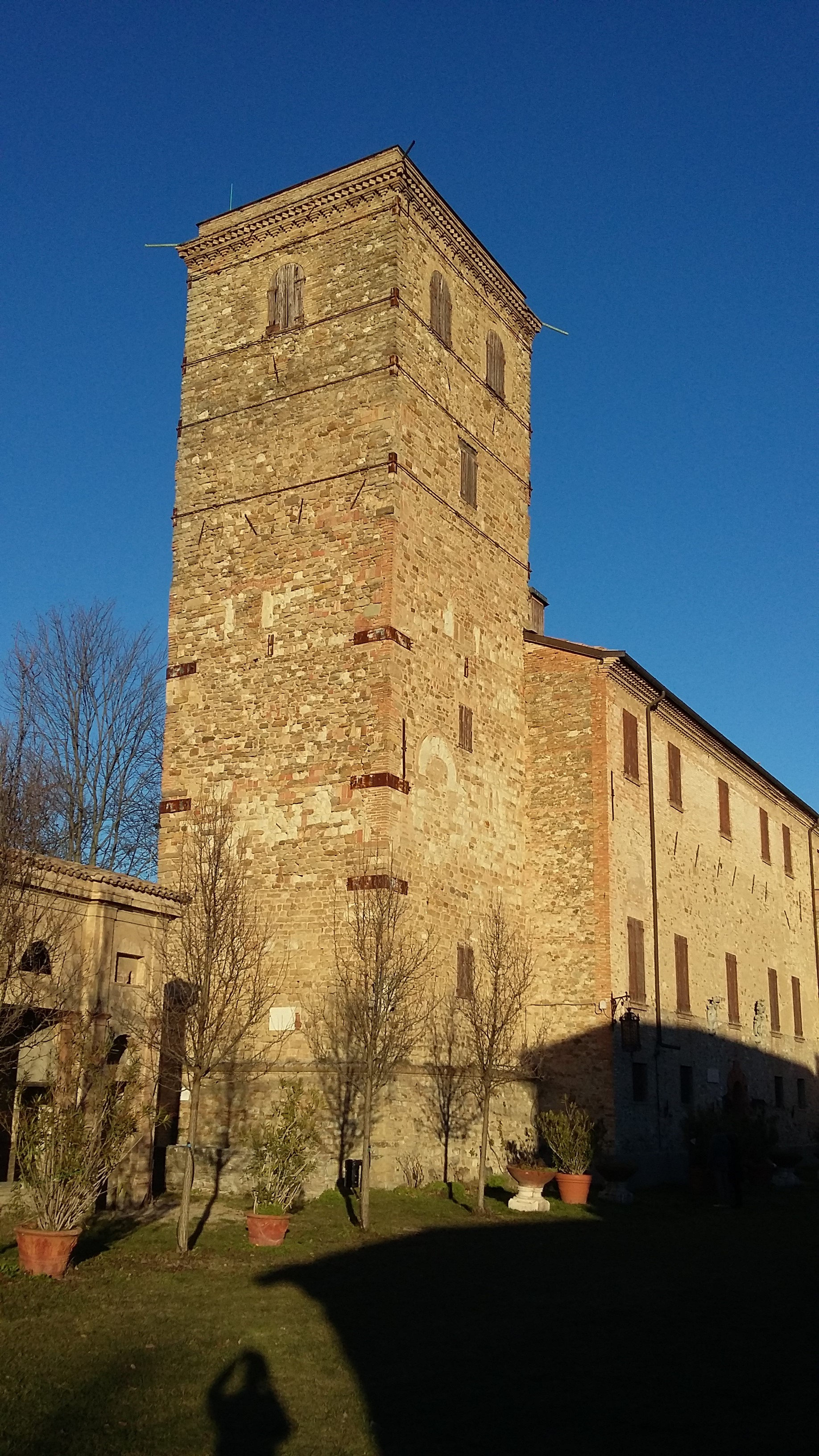
Sassuolo, château de Montegibbio

Le 25 juin 1325, Francesco dei Bonacolsi déplace donc le gros de son armée à Sassuolo, unissant ses forces à celles déjà présentes de son père Passerino, de Cangrande I della Scala et du marquis Obizzo III d'Este. Pendant que le siège du château fait rage, les troupes s'occupent également de détruire les récoltes, de couper les arbres et de dévaster le territoire. La tactique fonctionne et les défenseurs du château se rebellent contre leurs seigneurs, les contraignant à se rendre le 2 juillet 1325 après huit jours de siège, également grâce au fait que la parole donnée à Fiorano est respectée lors de la reddition. Aux vaincus, il est accordé de conserver leurs biens et d'avoir la vie sauve.
Aux côtés de son père Passerino, la même technique de conquête est utilisée pour le château de Montegibbio : sauver la vie des défenseurs et maintenir les biens. Une fois pris, le château de Montegibbio est rasé.
Francesco, Passerino et leurs alliés ne poursuivent pas les Della Rosa à Montebaranzone dans leur dernier bastion car ils doivent ramener leur armée à Modène pour défendre la ville et les campagnes environnantes des Bolognais.

### Captivité et mort

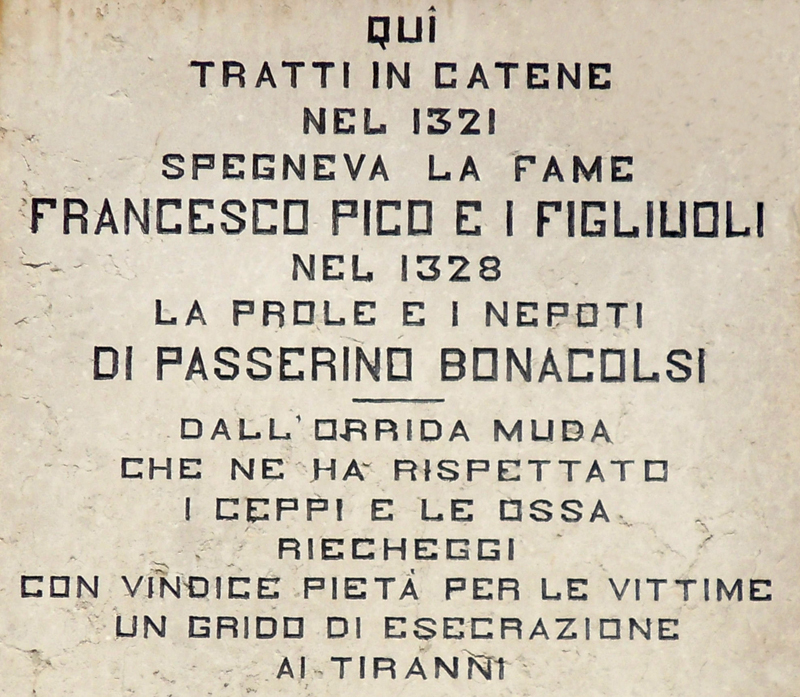
Castel d'Ario, une plaque commémorative placée sur le château.

Francesco dei Bonacolsi est emprisonné par Niccolò Pico (it), auquel les Gonzaga l'ont livré (après le coup d'État du 16 août 1328), et laissé mourir de faim dans le château de Castellaro (it), l'ancien nom de Castel d'Ario, avec d'autres membres de la famille, dont son frère Giovanni II dei Bonacolsi. Une plaque sur la porte du château rappelle cet événement.

## Famille
Il épouse Vannina da Correggio, fille de Giberto III da Correggio (it), seigneur de Correggio.